# Wyattella ussuriensis
Wyattella ussuriensis är en tvåvingeart som beskrevs av Boris Mamaev 1966. Wyattella ussuriensis ingår i släktet Wyattella och familjen gallmyggor. Inga underarter finns listade i Catalogue of Life.